# Spodnji Kašelj
Spodnji Kašelj je predel v Ljubljani med Zalogom in Vevčami.
V Spodnjem kašlju deluje gasilsko društvo PGD Sp. Kašelj.